# 東武バス行田出張所
東武バス行田出張所（とうぶバスぎょうだしゅっちょうじょ）は、かつて埼玉県行田市に存在した東武バス（東武鉄道バス事業本部）の出張所である。組織上は東武バス熊谷営業所の傘下であった。

## 概要
行田市街に向かう全ての路線を担当しており、晩年は主に吹上駅〜行田車庫線が大型車、熊谷駅〜行田車庫線は中型車で運行されていた。
当出張所は、閉所時に路線は全て朝日自動車加須営業所に引き継がれ、跡地の敷地半分は店舗となり、残りは折返し場となった。建物は関越交通行田営業所（観光バス車庫）となったが、わずか3年足らずに廃止となった。
その後、2011年12月14日付で新設した「行田折返し場」へ移転、行田車庫は閉鎖された。折り返し機能を喪失した「行田車庫」停留所は「長野一丁目」に改称された。
跡地は東武鉄道所有のままであるが、東武グループによる利用はされておらず、現在はセブン-イレブン行田桜町3丁目店が営業している。

### 所在地
- 埼玉県行田市桜町3丁目19-30
  - 最寄りバス停「行田車庫」（現「長野一丁目」）

## 歴史
- 1958年9月1日：分所から出張所に昇格。
- 1962年4月1日：車庫を現在地に移転。
- 2000年9月30日：閉所。

## 管轄路線
- 熊01：熊谷駅〜行田車庫
- 熊01：熊谷駅〜流通センター〜行田車庫
- 吹01：吹上駅〜佐間〜行田車庫
- 吹02：吹上駅〜前谷〜行田車庫

## 廃止・移管路線
- 行01：行田車庫〜葛和田
- 行02：行田駅〜行田車庫
- 鴻06：免許センター〜鴻巣駅〜行田車庫

## 車両
- 全車両がいすゞ自動車製の配置であった。